# Folan
Folan är ett ingenjörsföretag grundat 1983 i Södra Sandby utanför Lund i Skåne län. Namnet Folan kommer av grundarnas initialer Freddy Olsson och LArs Nilsson. Företaget var länge verksamt i Flyinge gamla skola i Flyingeby.
Den första motorn som företaget framställde var en femcylindrig, tvåtakts formel-2-motor, Proof 2000, som gjordes till svenska Husqvarna år 1985. 
Husaberg-motorn, kallad "lättviktaren", var den ursprungliga 501cc-enduromotorn som konstruerades av Lars Nilsson och Urban Larsson. De första motorerna tillverkades hos Folan och projektet såldes till Husaberg, som leddes av Ruben Helmin. En tvåcylindrig variant av "lättviktaren" togs också fram, vilken inte såldes till Husaberg utan vidareutvecklades till modell V260, som använde Folans egenutvecklade topp för tävlingsapplikationer.
I tävlingsklassen Supermono eller Sound Of Singles används en motor av modell V160 som är en tvåcylindrig motor med bakre cylindern demonterad.
V260-projektet återfinns i vidareutvecklad form hos den halländska motorcykeltillverkaren Highland Motors i Skällinge. Highland har vidareutvecklat och omarbetat motorn för att passa för landsvägsregistrerade motorcyklar.
2006 gick den senaste motorkonstruktionen i produktion hos Folan. Denna motor, som kallas W03m är en fyrtakts tvåcylindrig V-motor på 1116cc. Den lämpar sig för motorsprutor, snöskotrar och båtar. Dess föregångare, W02, används i motorsprutor.